# Tリーグ (卓球)
Tリーグ（ティーリーグ、英: T.LEAGUE）は、日本のプロ卓球リーグである。家電量販店のノジマが冠スポンサーに就任し、ノジマTリーグ（英: Nojima T.LEAGUE）として開催される。

## 沿革
2016年12月、日本卓球協会による将来のプロ化を視野に入れた2018年発足の新リーグ構想が明らかになった。12月10日の理事会で承認されたが、プロアマ併存に変更された。
2017年4月3日、運営法人たる「一般社団法人Tリーグ」の設立を発表。理事長には日本協会会長の藤重貞慶、専務理事に日本人プロ選手第1号で日本協会理事の松下浩二がそれぞれ就任。
2018年7月1日からは、松下専務理事がTリーグの理事長（チェアマン）に就任。
日本卓球リーグをベースに発足する予定だったが、同リーグを運営する日本卓球リーグ実業団連盟は初年度の合流を見送り、早くても2020年までは両リーグが並立する状態となる見通しである。
初年度となる2018年10月より1部リーグの「Tプレミアリーグ」が開幕し、2020年以降に2部の「T1リーグ」、3部の「T2リーグ」を新設する予定。
2018年10月24日、国技館で観客5624人を集めて開幕した。
2020年7月8日、松下チェアマンが退任し、日本協会専務理事の星野一朗が理事長に就任。松下前チェアマンは、Tリーグアンバサダーに就任。9月14日、Tリーグとして初となる「Tリーグ選抜」と「日本代表選抜」によるオールスター戦が行われた。
2022年8月にはTリーグにとって初となる個人戦「Tリーグ NOJIMA CUP」が開催。

## チーム一覧

### 男子
| クラブ名                                   | 運営法人                               | カテゴリ        | 本拠地       | 加盟 年度 |
| ------------------------------------------ | -------------------------------------- | --------------- | ------------ | --------- |
| T.T彩たま T.T Saitama                      | T.T彩たま株式会社                      | Tプレミアリーグ | 埼玉県       | 2018年    |
| 木下マイスター東京 Kinoshita Meister Tokyo | 株式会社木下テーブルテニスクラブ       | Tプレミアリーグ | 東京都       | 2018年    |
| 岡山リベッツ Okayama Rivets                | 株式会社岡山リベッツ                   | Tプレミアリーグ | 岡山県       | 2018年    |
| 琉球アスティーダ Ryukyu Asteeda            | 琉球アスティーダスポーツクラブ株式会社 | Tプレミアリーグ | 沖縄県       | 2018年    |
| 静岡ジェード Shizuoka Jade                 | 静岡オクシズUU株式会社                 | Tプレミアリーグ | 静岡県静岡市 | 2023年    |
| 金沢ポート Kanazawa Port                   | 金沢ポート株式会社                     | Tプレミアリーグ | 石川県金沢市 | 2023年    |

### 女子
| クラブ名                                                | 運営法人                             | カテゴリ        | 本拠地         | 加盟 年度 |
| ------------------------------------------------------- | ------------------------------------ | --------------- | -------------- | --------- |
| 木下アビエル神奈川 Kinoshita Abyell Kanagawa            | 株式会社木下テーブルテニスクラブ     | Tプレミアリーグ | 神奈川県       | 2018年    |
| トップおとめピンポンズ名古屋 Top Otome Pingpongs Nagoya | 株式会社トップ                       | Tプレミアリーグ | 愛知県名古屋市 | 2018年    |
| 日本生命レッドエルフ Nihon Seimei Redelf                | 日本生命保険相互会社                 | Tプレミアリーグ | 大阪府         | 2018年    |
| 日本ペイントマレッツ Nippon Paint Mallets               | 日本ペイントホールディングス株式会社 | Tプレミアリーグ | 大阪府         | 2018年    |
| 九州カリーナ Kyushu Carina                              | 九州カリーナ株式会社                 | Tプレミアリーグ | 福岡県福岡市   | 2021年    |
| 京都カグヤライズ Kyoto Kaguyalyze                       | 株式会社京都卓球クラブ               | Tプレミアリーグ | 京都府京都市   | 2022年    |

## 大会方式

### 2018-19シーズン
- 団体戦方式
- ホーム・アンド・アウェー、および集中開催方式
- 7回戦総当たり、各チームはシーズン21試合（レギュラーシーズン）
  - シーズンは10月から翌年3月の秋春制を基本とし、有力選手がワールドツアーや、世界選手権、日本選手権に出られるよう、日程に配慮する。
- 登録は1チーム6人以上最大12人まで(スポット参戦含む)、かつ1試合4人以上で、原則1選手2試合まで(ただしシングルスに2試合出場はできない(延長戦はこの限りではない)。ダブルス出場者は第2試合のシングルスに出場できない)。
  - また登録メンバーに
    - Sランク選手を最低1人は登録させる。なおかつ、年間8試合日以上出場させること。
    - AAAランク以上の選手はファイナルを含むすべての試合日に出場させること。
    - 日本人選手を1試合日につき最低1人以上出場させること。
    - Aランク選手は第1回の2018-19シーズンに限り1試合日につき2人まで、2019-20シーズン以降は同1人のみ出場可。
    - ファイナルはベストオーダーで臨むこと。
    - 各ランク（用語参照）は直近2年間（世界選手権と夏季五輪については直近4年間）の成績を基準とする。

（用語）
- - Sランク　世界ランキング上位10位以内であるか、世界選手権・五輪のシングルス3位以内、または団体戦優勝の実績がある者
  - AAAランク　世界ランキング上位20位以内であるか、世界選手権・五輪のシングルスベスト8以上の実績がある者
  - AAランク　世界ランキング上位50位以内であるか、全日本卓球選手権においてベスト16以上の実績がある者
  - Aランク　上記の各ランキングの基準を満たしてはいないが、少なくとも2-3試合に1回は勝てる程度のAAランク以上の実力に準じると認められる者
- 試合はダブルス1試合とシングルス3試合とし、試合の勝利内容により勝ち点を与える。
  - 第1試合はダブルスで3ゲーム制、第2-4試合はシングルスで5ゲーム制。最終ゲームのみ6-6の段階からスタートする。また第2、3試合の合間にハーフタイムの休憩を入れる。
  - その試合の勝ち越しチームが決まったとしても、勝ち点算定の都合上、第4試合までは必ず行う。
  - セットカウントが2-2であるときはシングルス1ゲーム制の延長戦を行う。
  - 勝ち点は4-0の勝利4点、3-1の勝利3点、上記スコアでの敗退0点。延長の場合は勝利3点、敗退1点とする。この勝ち点の合計により、上位2チームがファイナル(プレーオフ)に進出し、そのファイナルの勝者が優勝。
- 独自の試合システムとして、マルチボールシステム(複数のボールを予め準備する)と、20秒バイオレーション(審判が得点をコールして20秒以内にサーブを始める。時間切れの場合、1回目は警告、2回目は相手の得点とみなす)という試合時間の短縮を図る仕組みを採用。

### 2019-20シーズン
一部各ランク要件が変更された
- Sクラス　世界選手権ベスト8位以内、ワールドツアー（グランドファイナル、T2ダイヤモンド、ワールドツアープラチナ大会）で優勝者（直近2シーズン以内）。
- AAAクラス　世界ランキング30位以内（直近2シーズン以内）、世界選手権ベスト16位以内、Tリーグ前年シーズンにおいてAAAクラスに3勝、個人成績13ポイント以上、ワールドツアー（グランドファイナル、T2ダイヤモンド、ワールドツアーレギュラー大会）で優勝者。
- AAクラス　Tリーグ前年シーズンにおいて個人成績5ポイント以上

※「個人成績ポイント」とは、シングルス1勝=1ポイント、ダブルス1勝＝0.5ポイントとして計算

## 歴代優勝チーム
| シーズン  | 男子               | 女子                 |
| --------- | ------------------ | -------------------- |
| 2018-2019 | 木下マイスター東京 | 日本生命レッドエルフ |
| 2019-2020 | 木下マイスター東京 | 日本生命レッドエルフ |
| 2020-2021 | 琉球アスティーダ   | 日本生命レッドエルフ |
| 2021-2022 | 木下マイスター東京 | 日本生命レッドエルフ |
| 2022-2023 | 琉球アスティーダ   | 木下アビエル神奈川   |
| 2023-2024 | 木下マイスター東京 | 日本生命レッドエルフ |
| 2024-2025 | T.T彩たま          | 木下アビエル神奈川   |

## スポンサー・パートナー・サプライヤー・サポート
2018-19年シーズン
| スポンサー・パートナー・サプライヤー・サポート | 会社               |
| ---------------------------------------------- | ------------------ |
| タイトルパートナー                             | ノジマ             |
| パートナー                                     | 東京ばな奈         |
| スポンサー                                     | 日本化薬           |
| エンターテイメントパートナー                   | ソニーミュージック |
| オフィシャルディストリビューションパートナー   | ひかりTV           |
| オフィシャルディストリビューションパートナー   | dTVチャンネル      |
| エリアパートナー                               | ヒビノ             |
| エクイップメントパートナー                     | アンダーアーマー   |
| チケッティングパートナー                       | ローソンチケット   |
| ICTパートナー                                  | 富士通             |
| アイケアパートナー                             | ロート製薬         |
| データパートナー                               | データスタジアム   |
| PRパートナー                                   | TikTok             |
| サプライヤー                                   | 日本卓球           |
| サプライヤー                                   | バタフライ         |
| サプライヤー                                   | VICTAS             |
| サプライヤー                                   | ヤサカ             |
| サポート                                       | 三英               |
| サポート                                       | 卓球王国           |
| サポート                                       | ヤサカ             |
| サポート                                       | ラリーズ           |
| サポート                                       | PRタイムズ         |
| サポート                                       | ダイワハウス       |

## 中継・配信

### 2018-19シーズン
開幕戦はテレビ東京系列及びBSテレ東で生中継された。またdTVチャンネルとひかりTVチャンネル+を通じて全試合配信された。公式サイトでも試合配信を行っている。さらにスカイAでも中継。
また11月からファイナルを含めBSテレ東でゴールデンタイムに16試合の中継がされた。

### 2019-20シーズン
2018-19年シーズン同様にBSテレ東、dTVチャンネル、ひかりTVチャンネル、スカイAがライブ配信、録画中継を行う、新たにAmazonプライムでライブ配信される。また中国国内では中国体育zhibo.tvでライブ配信される。

### 2020-21シーズン
開幕戦はBSテレ東で生中継された。

### 2022-23シーズン
Amazon Prime VideoチャンネルのTリーグ TVにて全試合ライブ配信。

### 2024-25シーズン
BSテレ東並びにスカイAでは一部試合の録画中継、U-NEXT並びにAmazon Prime VideoチャンネルのTリーグ TVでは全試合のライブ配信をする予定。